# 鳥羽の山喜充
鳥羽の山 喜充（とわのやま よしみつ、1977年7月10日 - ）は、東京都豊島区出身で出羽海部屋に所属していた元大相撲力士。本名は、小林 昭仁（こばやし あきひと）。身長191cm、体重202kg、血液型はA型。得意技は右四つ、寄り。最高位は西前頭13枚目（2002年3月場所）。好物はスイカ。

## 来歴
11代境川（後の10代出羽海）の勧誘を受け高校を1年途中で中退し、出羽海部屋に入門。1993年11月場所に初土俵を踏んだ。入門前はブラスバンド部の所属であり運動経験はほぼ無かったものの「体が大きかった。誰でもできる仕事じゃなく自分にしかできないことがしたかった」という理由で入門を決意した。長身の懐の深さを生かした四つ相撲で番付を上げて行った。1999年3月場所には西幕下10枚目で幕下優勝を果たし、翌5月場所に十両に昇進した。この頃から体重が増えだし、200kgを超えた時期もあった。十両に定着しかけたが2000年1月場所に幕下に陥落した。1年以上幕下に低迷していたが、2001年7月場所に十両に復帰すると勝ち越しを続け、2002年3月場所に新入幕を果たした。しかし初日の朝稽古中に右膝を故障。その場所を全休せざるを得なくなった（初日は不戦敗）。幕内はこの1場所のみ。
その後番付を幕下まで落とし低迷したが、2003年11月場所で十両に復帰。しかし2004年3月場所10日目の若光翔戦、土俵際で相手をうっちゃろうとした際に左膝蓋腱を断裂。5場所連続全休で西序二段52枚目まで番付を下げ、2005年3月場所で復帰したが、2番相撲で負傷しまたも途中休場。5月場所には遂に若ノ城の西序二段79枚目を超える、西序二段90枚目まで陥落し幕内経験者の最低地位記録を更新してしまった。そこから這い上がり幕下まで番付を戻し、十両が見える地位まで番付を戻すことになった。
2007年から2012年にかけては幕下中位から下位を主戦場としていたが、2013年に入ってから時折三段目に陥落するなど衰えが目立ち、ついに2015年1月場所を最後に引退を表明。引退に際して「幕内に戻りたかったが、体が限界だった。完全燃焼したので悔いはない」と話した。2024年1月現在で、昭和以降に幕内在位歴がありながら1回も幕内として本場所に出場せずに引退・廃業した唯一の力士である。（大正以降に範囲を拡げれば他に兼六山鉄太郎もいる。）引退後は角界には残らず、現役中に調剤事務の資格を通信講座で取得しており、1月25日に断髪式が行われたあと、2月1日からは浅草橋（東京都台東区）の調剤薬局に勤務している。

## 主な成績

### 通算成績
- 生涯成績：500勝426敗68休 勝率.540
- 幕内成績：1敗14休 勝率.000
- 十両成績：87勝89敗19休 勝率.494
- 現役在位：127場所
- 幕内在位：1場所
- 十両在位：13場所

### 各段優勝
- 幕下優勝：2回（1999年3月場所、2001年5月場所）

### 場所別成績
| | 一月場所 初場所（東京）   | 三月場所 春場所（大阪）  | 五月場所 夏場所（東京）  | 七月場所 名古屋場所（愛知） | 九月場所 秋場所（東京） | 十一月場所 九州場所（福岡） |
| --- | ------------------------- | ------------------------ | ------------------------ | --------------------------- | ----------------------- | --------------------------- |
| 1993年 （平成5年） | x                         | x                        | x                        | x                           | x                       | （前相撲）                  |
| 1994年 （平成6年） | 西序ノ口53枚目 6–1        | 東序二段126枚目 5–2      | 西序二段71枚目 3–4       | 東序二段93枚目 5–2          | 西序二段49枚目 5–2      | 東序二段11枚目 4–3          |
| 1995年 （平成7年） | 西三段目90枚目 4–3        | 西三段目72枚目 5–2       | 西三段目34枚目 3–4       | 東三段目48枚目 3–4          | 西三段目66枚目 5–2      | 東三段目27枚目 3–4          |
| 1996年 （平成8年） | 東三段目42枚目 6–1        | 西幕下58枚目 3–4         | 東三段目19枚目 5–2       | 東幕下56枚目 2–5            | 東三段目22枚目 5–2      | 東幕下56枚目 4–3            |
| 1997年 （平成9年） | 西幕下47枚目 5–2          | 西幕下27枚目 2–5         | 西幕下43枚目 4–3         | 東幕下33枚目 4–3            | 東幕下25枚目 5–2        | 東幕下13枚目 4–3            |
| 1998年 （平成10年） | 西幕下9枚目 5–2           | 西幕下5枚目 5–2          | 東幕下2枚目 2–5          | 西幕下11枚目 3–4            | 西幕下18枚目 6–1        | 東幕下7枚目 3–4             |
| 1999年 （平成11年） | 西幕下13枚目 4–3          | 西幕下10枚目 優勝 7–0    | 西十両12枚目 8–7         | 東十両9枚目 8–7             | 東十両8枚目 6–9         | 西十両11枚目 3–12           |
| 2000年 （平成12年） | 西幕下8枚目 3–4           | 西幕下16枚目 3–4         | 東幕下21枚目 5–2         | 西幕下9枚目 5–2             | 西幕下4枚目 3–4         | 西幕下9枚目 3–4             |
| 2001年 （平成13年） | 東幕下15枚目 5–2          | 東幕下7枚目 5–2          | 西幕下2枚目 優勝 7–0     | 東十両9枚目 7–8             | 西十両10枚目 8–7        | 東十両8枚目 9–6             |
| 2002年 （平成14年） | 西十両3枚目 11–4          | 西前頭13枚目 休場 0–1–14 | 西十両9枚目 5–10         | 東幕下筆頭 1–6              | 西幕下19枚目 4–3        | 東幕下12枚目 5–2            |
| 2003年 （平成15年） | 東幕下5枚目 4–3           | 東幕下3枚目 2–5          | 東幕下12枚目 4–3         | 西幕下7枚目 4–3             | 東幕下5枚目 5–2         | 東十両13枚目 9–6            |
| 2004年 （平成16年） | 西十両5枚目 7–8           | 東十両8枚目 6–5–4        | 西十両11枚目 休場 0–0–15 | 西幕下12枚目 休場 0–0–7     | 西幕下52枚目 休場 0–0–7 | 西三段目32枚目 休場 0–0–7   |
| 2005年 （平成17年） | 西三段目92枚目 休場 0–0–7 | 西序二段52枚目 1–2–4     | 西序二段90枚目 6–1       | 東序二段13枚目 5–2          | 東三段目78枚目 5–2      | 西三段目46枚目 6–1          |
| 2006年 （平成18年） | 東幕下57枚目 1–4–2        | 東三段目25枚目 4–2–1     | 西三段目10枚目 5–2       | 東幕下50枚目 4–3            | 東幕下41枚目 4–3        | 東幕下32枚目 5–2            |
| 2007年 （平成19年） | 東幕下19枚目 5–2          | 東幕下12枚目 3–4         | 東幕下18枚目 4–3         | 西幕下13枚目 4–3            | 東幕下9枚目 3–4         | 東幕下14枚目 2–5            |
| 2008年 （平成20年） | 西幕下30枚目 3–4          | 西幕下36枚目 5–2         | 東幕下21枚目 6–1         | 西幕下6枚目 5–2             | 東幕下2枚目 3–4         | 西幕下3枚目 1–6             |
| 2009年 （平成21年） | 東幕下27枚目 4–3          | 西幕下19枚目 4–3         | 西幕下13枚目 5–2         | 西幕下6枚目 3–4             | 西幕下11枚目 3–4        | 東幕下16枚目 4–3            |
| 2010年 （平成22年） | 西幕下14枚目 4–3          | 西幕下9枚目 3–4          | 西幕下13枚目 4–3         | 西幕下8枚目 3–4             | 東幕下11枚目 2–5        | 東幕下22枚目 4–3            |
| 2011年 （平成23年） | 西幕下18枚目 4–3          | 八百長問題 により中止    | 東幕下14枚目 4–3         | 東幕下4枚目 2–5             | 西幕下7枚目 4–3         | 東幕下4枚目 2–5             |
| 2012年 （平成24年） | 東幕下12枚目 3–4          | 西幕下17枚目 3–4         | 東幕下23枚目 5–2         | 西幕下11枚目 1–6            | 西幕下29枚目 4–3        | 東幕下23枚目 3–4            |
| 2013年 （平成25年） | 西幕下28枚目 3–4          | 東幕下36枚目 1–6         | 東三段目13枚目 4–3       | 東三段目2枚目 5–2           | 東幕下47枚目 4–3        | 東幕下37枚目 4–3            |
| 2014年 （平成26年） | 西幕下28枚目 4–3          | 西幕下22枚目 2–5         | 東幕下40枚目 3–4         | 東幕下48枚目 3–4            | 東幕下58枚目 3–4        | 西三段目11枚目 5–2          |
| 2015年 （平成27年） | 東幕下50枚目 引退 1–6–0   | x                        | x                        | x                           | x                       | x                           |
| 各欄の数字は、「勝ち-負け-休場」を示す。 優勝 引退 休場 十両 幕下 三賞：敢=敢闘賞、殊=殊勲賞、技=技能賞 その他：★=金星 番付階級：幕内 - 十両 - 幕下 - 三段目 - 序二段 - 序ノ口 幕内序列：横綱 - 大関 - 関脇 - 小結 - 前頭（「#数字」は各位内の序列） |                           |                          |                          |                             |                         |                             |

### 幕内対戦成績
| 力士名 | 勝数 | 負数 |
| ------ | ---- | ---- |
| 高見盛 | 0    | 1(1) |

## 改名歴
- 小林山 昭仁（こばやしやま あきひと）1993年11月場所-1994年1月場所
- 大鷹山 昭仁（おおたかやま -）1994年3月場所-1998年7月場所
- 鳥羽の山 喜充（とわのやま よしみつ）1998年11月場所-2015年1月場所